# モハメド・フセイン・ローブル
モハメド・フセイン・ローブル（英語: Mohamed Hussein Roble, ソマリ語: Maxamed Xussen Rooble）は、ソマリアの政治家。2020年から2022年まで同国首相を務めた。

## 人物
1963年、ムドゥグ州のホビョで生まれる。出身氏族はハウィエの支族ハバル・ギディルの支族サード（Sa'ad）。既婚。家族はスウェーデンに住み、5人の子供を持つ。ソマリ語、英語、スウェーデン語が話せる。

## 経歴
1963年10月、ムダグ州のホビョで生まれる。1990年、ソマリ国立大学で土木工学を学ぶが、内戦が始まったため卒業はできなかった。内戦を避けるため1992年にスウェーデンに移住。移住して5年後にスウェーデンの市民権を取得。2000年、スウェーデン王立工科大学で環境工学および持続可能な公共設備の修士号を取得。2006年から14年間、ナイロビの国際労働機関など国連関連組織で働く。

### ソマリア首相
ソマリア大統領府（ヴィラ・ソマリア）は2020年9月17日、ファルマージョ大統領がローブルを首相に任命したと発表した。9月23日、議会により全会一致で承認され正式に就任。ローブルが首相に選ばれた理由として、ローブルが議会の多数派であるハウィエ氏族出身であり、ファルマージョ大統領の議会対策のため、あるいは次期大統領選対策のためとの説もある。10月19日に新内閣の閣僚を指名。
ファルマージョ大統領の任期は4年のため、2021年2月8日に次期大統領を決める選挙を実施することになっていたが、中央政府と州との間で投票方法をめぐって対立。合意案を得るための交渉が期限直前の2021年2月5日に決裂したことにより、前日の2月7日、野党勢力は、2月8日以降はファルマージョを大統領と認めないの見解を表明した。その後も選挙の実施方針について合意できず、下院議会は4月12日、ファルマージョの大統領任期を2年間延長することを賛成149、反対1、棄権3票で承認した。しかしその直後に上院議長が任期延長は違憲と批判し、ファルマージョは法案を上院に送る前に任期延長法案に署名した。これにより抗議デモが発生し、4月27日、同じく首相の任期が延長されたローブルが任期延長反対に転じ、ファルマージョも28日になって任期延長の取りやめを余儀なくされた。5月1日、下院議会は4月12日に可決したファルマージョの大統領任期延長の撤回を全会一致で承認し、2020年9月17日の合意に立ち返り、ローブルが次期大統領選挙の準備・実施を行うことも同時に承認した。
しかしその後もファルマージョとの対立は続き、2021年9月5日にファルマージョと関係の深いファハド・ヤシン・ハジ・ダヒールを国家情報安全保障局(NISA)の局長から解任。しかしファルマージョはこれが違憲であるとして決定を破棄し、大統領の国家安全保障補佐官に就任させた。16日、ファルマージョはローブルからポスト任免権を取り上げると発表したが、ローブルは命令には従わないことを表明し、ファルマージョが憲法を捻じ曲げたとして非難した。両者は10月に和解し、選挙実施に向けた手続きを加速するとした共同声明を出したものの、選挙実施に向けた溝は埋まらなかった。同年12月末にファルマージョがローブルから選挙実施の権限を剥奪したことでローブルは反発し、12月27日、ファルマージョは土地略奪事件の捜査や国防省の調査に介入した疑惑があるとしてローブルの首相権限を停止。ローブル側は憲法違反であると主張し、また首相官邸付近には治安部隊が配置されるなど緊迫した情勢となった。
2022年6月25日、ハムザ・アブディ・バーレが後任の首相に就任し、ローブルは2年弱の任期を終えた。